# Rostelecom Cup de 2016
Rostelecom Cup de 2016 (também conhecida como Cup of Russia) foi a vigésima primeira edição da Rostelecom Cup, um evento anual de patinação artística no gelo organizado pela Federação de Patinação Artística da Rússia (em russo:  Федерация фигурного катания на коньках Росси), e que fez parte do Grand Prix de 2016–17. A competição foi disputada entre os dias 4 de novembro e 6 de novembro, na cidade de Moscou, Rússia.

## Eventos
- Individual masculino
- Individual feminino
- Duplas
- Dança no gelo

## Medalhistas
| Evento                        | Ouro                                         | Prata                                        | Bronze                                       |
| Individual masculino detalhes | Javier Fernández · Espanha                   | Shoma Uno · Japão                            | Oleksii Bychenko · Israel                    |
| Individual feminino detalhes  | Anna Pogorilaya · Rússia                     | Elena Radionova · Rússia                     | Courtney Hicks · Estados Unidos              |
| Duplas detalhes               | Aliona Savchenko · Bruno Massot · Alemanha   | Natalja Zabijako · Alexander Enbert · Rússia | Kristina Astakhova · Alexei Rogonov · Rússia |
| Dança no gelo detalhes        | Ekaterina Bobrova · Dmitri Soloviev · Rússia | Madison Chock · Evan Bates · Estados Unidos  | Kaitlyn Weaver · Andrew Poje · Canadá        |

## Resultados

### Individual masculino
| Pos.              | Nome               | Nacionalidade  | Pontos | PC         | PL          |
| ----------------- | ------------------ | -------------- | ------ | ---------- | ----------- |
| Medalha de ouro   | Javier Fernández   | Espanha        | 292.98 | 91.55 (2)  | 201.43 (1)  |
| Medalha de prata  | Shoma Uno          | Japão          | 285.07 | 98.59 (1)  | 186.48 (2)  |
| Medalha de bronze | Oleksii Bychenko   | Israel         | 255.52 | 86.81 (4)  | 168.71 (3)  |
| 4                 | Mikhail Kolyada    | Rússia         | 245.30 | 90.28 (3)  | 155.02 (6)  |
| 5                 | Max Aaron          | Estados Unidos | 235.58 | 73.64 (8)  | 161.94 (4)  |
| 6                 | Elladj Baldé       | Canadá         | 225.45 | 76.36 (6)  | 149.09 (8)  |
| 7                 | Keiji Tanaka       | Japão          | 224.91 | 69.13 (10) | 155.78 (5)  |
| 8                 | Chafik Besseghier  | França         | 223.98 | 80.68 (5)  | 143.30 (10) |
| 9                 | Gordei Gorshkov    | Rússia         | 223.51 | 73.37 (9)  | 150.14 (7)  |
| 10                | Artur Dmitriev Jr. | Rússia         | 221.52 | 76.06 (7)  | 145.46 (9)  |
| 11                | Deniss Vasiļjevs   | Letônia        | 203.77 | 62.40 (12) | 141.37 (11) |
| 12                | Alexander Majorov  | Suécia         | 192.14 | 67.80 (11) | 124.34 (12) |

### Individual feminino
| Pos.              | Nome                  | Nacionalidade  | Pontos | PC         | PL         |
| ----------------- | --------------------- | -------------- | ------ | ---------- | ---------- |
| Medalha de ouro   | Anna Pogorilaya       | Rússia         | 215.21 | 73.93 (1)  | 141.28 (1) |
| Medalha de prata  | Elena Radionova       | Rússia         | 195.60 | 71.93 (2)  | 123.67 (2) |
| Medalha de bronze | Courtney Hicks        | Estados Unidos | 182.98 | 63.68 (6)  | 119.30 (3) |
| 4                 | Li Zijun              | China          | 181.83 | 63.89 (5)  | 117.94 (4) |
| 5                 | Elizabet Tursynbayeva | Cazaquistão    | 181.32 | 64.31 (4)  | 117.01 (5) |
| 6                 | Yura Matsuda          | Japão          | 177.65 | 61.57 (7)  | 116.08 (6) |
| 7                 | Nicole Rajičová       | Eslováquia     | 167.56 | 57.91 (8)  | 109.65 (7) |
| 8                 | Roberta Rodeghiero    | Itália         | 159.80 | 52.57 (12) | 107.23 (8) |
| 9                 | Anastasia Galustyan   | Armênia        | 159.26 | 55.93 (9)  | 103.33 (9) |
| 10                | Angelīna Kučvaļska    | Letônia        | 151.09 | 54.29 (11) | 96.80 (10) |
| 11                | Kanako Murakami       | Japão          | 151.03 | 55.25 (10) | 95.78 (11) |
| 12                | Yulia Lipnitskaya     | Rússia         | 148.46 | 69.25 (3)  | 79.21 (12) |

### Duplas
| Pos.              | Nome                                | Nacionalidade | Pontos | PC        | PL         |
| ----------------- | ----------------------------------- | ------------- | ------ | --------- | ---------- |
| Medalha de ouro   | Aliona Savchenko / Bruno Massot     | Alemanha      | 207.89 | 69.51 (2) | 138.38 (1) |
| Medalha de prata  | Natalja Zabijako / Alexander Enbert | Rússia        | 197.77 | 69.76 (1) | 128.01 (2) |
| Medalha de bronze | Kristina Astakhova / Alexei Rogonov | Rússia        | 188.74 | 65.51 (4) | 123.23 (3) |
| 4                 | Valentina Marchei / Ondřej Hotárek  | Itália        | 187.61 | 66.82 (3) | 120.79 (5) |
| 5                 | Julianne Séguin / Charlie Bilodeau  | Canadá        | 183.37 | 61.72 (5) | 121.65 (4) |
| 6                 | Camille Ruest / Andrew Wolfe        | Canadá        | 167.19 | 60.09 (7) | 107.10 (6) |
| 7                 | Alisa Efimova / Alexander Korovin   | Rússia        | 165.07 | 61.27 (6) | 103.80 (7) |
| 8                 | Goda Butkutė / Nikita Ermolaev      | Lituânia      | 137.08 | 47.39 (8) | 89.69 (8)  |

### Dança no gelo
| Pos.              | Nome                                         | Nacionalidade  | Pontos | PC         | PL         |
| ----------------- | -------------------------------------------- | -------------- | ------ | ---------- | ---------- |
| Medalha de ouro   | Ekaterina Bobrova / Dmitri Soloviev          | Rússia         | 186.68 | 74.92 (2)  | 111.76 (1) |
| Medalha de prata  | Madison Chock / Evan Bates                   | Estados Unidos | 182.13 | 75.04 (1)  | 107.09 (3) |
| Medalha de bronze | Kaitlyn Weaver / Andrew Poje                 | Canadá         | 178.57 | 69.81 (3)  | 108.76 (2) |
| 4                 | Charlène Guignard / Marco Fabbri             | Itália         | 170.45 | 67.72 (4)  | 102.73 (4) |
| 5                 | Tiffany Zahorski / Jonathan Guerreiro        | Rússia         | 156.95 | 64.28 (5)  | 92.67 (5)  |
| 6                 | Elliana Pogrebinsky / Alex Benoit            | Estados Unidos | 153.92 | 62.93 (6)  | 90.99 (6)  |
| 7                 | Laurence Fournier Beaudry / Nikolaj Sorensen | Dinamarca      | 152.52 | 62.82 (7)  | 89.70 (7)  |
| 8                 | Alisa Agafonova / Alper Uçar                 | Turquia        | 143.90 | 59.31 (8)  | 84.59 (8)  |
| 9                 | Sofia Evdokimova / Egor Bazin                | Rússia         | 133.37 | 55.83 (9)  | 77.54 (9)  |
| 10                | Viktoria Kavaliova / Yurii Bieliaiev         | Bielorrússia   | 129.55 | 54.64 (10) | 74.91 (10) |

## Quadro de medalhas
| Ordem | País           | Medalha de ouro | Medalha de prata | Medalha de bronze |    | Ordem por total |
| ----- | -------------- | --------------- | ---------------- | ----------------- | -- | --------------- |
| 1     | Rússia         | 2               | 2                | 1                 | 5  | 1               |
| 2     | Alemanha       | 1               |                  |                   | 1  | 3               |
| 2     | Espanha        | 1               |                  |                   | 1  | 3               |
| 4     | Estados Unidos |                 | 1                | 1                 | 2  | 2               |
| 5     | Japão          |                 | 1                |                   | 1  | 3               |
| 6     | Canadá         |                 |                  | 1                 | 1  | 3               |
| 6     | Israel         |                 |                  | 1                 | 1  | 3               |
| TOTAL | TOTAL          | 4               | 4                | 4                 | 12 | —               |